# أوسكار مونيوث (فنان تشكيلي)
أوسكار مونيوث (بالإسبانية: Óscar Muñoz)‏ هو فنان تشكيلي كولومبي، ولد في 1951 في بوبايان في كولومبيا.